# Champion of Champions
Champion of Champions – nierankingowy turniej snookerowy rozgrywany w Anglii w latach 1978, 1980, oraz od 2013. Najwięcej zwycięstw w tej imprezie posiada Ronnie O’Sullivan, który wygrał ten turniej czterokrotnie.

## Wyniki finałów
| Rok  | Zwycięzca         | Przeciwnik        | Wynik  | Sezon   |
| ---- | ----------------- | ----------------- | ------ | ------- |
| 1978 | Ray Reardon       | Alex Higgins      | 11 – 9 | 1978/79 |
| 1980 | Doug Mountjoy     | John Virgo        | 10 – 8 | 1980/81 |
| 2013 | Ronnie O’Sullivan | Stuart Bingham    | 10 – 8 | 2013/14 |
| 2014 | Ronnie O’Sullivan | Judd Trump        | 10 – 7 | 2014/15 |
| 2015 | Neil Robertson    | Mark Allen        | 10 – 5 | 2015/16 |
| 2016 | John Higgins      | Ronnie O’Sullivan | 10 – 7 | 2016/17 |
| 2017 | Shaun Murphy      | Ronnie O’Sullivan | 10 – 8 | 2017/18 |
| 2018 | Ronnie O’Sullivan | Kyren Wilson      | 10 – 9 | 2018/19 |
| 2019 | Neil Robertson    | Judd Trump        | 10 – 9 | 2019/20 |
| 2020 | Mark Allen        | Neil Robertson    | 10 – 6 | 2020/21 |
| 2021 | Judd Trump        | John Higgins      | 10 – 4 | 2021/22 |
| 2022 | Ronnie O’Sullivan | Judd Trump        | 10 – 6 | 2022/23 |
| 2023 | Mark Allen        | Judd Trump        | 10 – 3 | 2023/24 |
| 2024 | Mark Williams     | Xiao Guodong      | 10 – 6 | 2024/25 |